# Керженцев, Борис Юрьевич
Борис Юрьевич Керженцев (настоящая фамилия — Тарасов, род. 31 октября 1973, Москва, РСФСР, СССР) — российский историк, писатель, публицист, художник.

## Биография
Окончил Российский государственный гуманитарный университет (РГГУ); аспирантуру исторического факультета МГУ, кандидат исторических наук. Получил режиссёрское и художественное образование. Член Международного Художественного Фонда.
Среди основных научных и писательских интересов автора: истоки и развитие русского консерватизма, история старообрядчества, история социальных и религиозных конфликтов в России.
Вероисповедание — староверие.

## Творческая и общественная деятельность
Борис Керженцев — автор большого числа публикаций, посвященных острым историческим и общественно-политическим проблемам. Его статьи выходили в разное время в изданиях «Версия», «Литературная газета», «Московские новости», «Вечерняя Москва», «Труд» и многих других печатных и электронных СМИ. Они посвящены таким темам как: раскол в русской Церкви, развитие крепостного права, обстоятельства и причины гибели российской империи, история русской эмиграции, а, так же, проблема советского коллаборационизма и антикоммунистического протеста в годы Второй Мировой войны.
Писатель получил известность своей жесткой позицией в отношении к проблеме крепостного права и требованием переоценки, на этой основе, всей российской истории периода империи. Общественное внимание привлекла его книга «Россия крепостная. История народного рабства». В ней, на основе документальных источников, крепостничество представлено как система последовательного и бессмысленного подавления народного самосознания и свободы. Борис Керженцев — создатель интернет-проекта «Крепостное право в России» — целью которого является разностороннее освещение проблемы бесправного и угнетенного положения русского народа в Российской империи.
Книга Б. Керженцева «Окаянное время», посвященная эпохе реформ в России середины XVII—XVIII веков, стала продолжением и развитием темы критической переоценки прошлого. В ней подробно рассматривается переломное столетие в русской истории, 1650-1750 года, «когда на руинах Московского государства рождалась Российская империя». Именно в эти сто лет произошел разрыв со всей предыдущей российской государственной традицией и формирование нового государственного строя, новой общественной морали, не имевшими никакой преемственной связи с прошлым. По мнению писателя, возникла государственность, главными признаками которой стали социальная несправедливость и секуляризация культуры. По своим трагическим последствиям этот переворот общественной жизни намного превосходит значение всех последующих событий в отечественной истории, включая революции начала XX века, которые и сами были только, в конечном счете, неизбежным следствием революции Петра и реформ церкви.
Решительность выводов исследователя вызывает неоднозначную реакцию. Вместе с тем, позиция Бориса Керженцева представляет собой одно из актуальных направлений развития современного русского традиционализма.
Для его последователей характерно негативное отношение ко всей пореформенной эпохе истории России XVIII—XX веков, включая имперский и советский периоды. Причину многовековых проблем российской государственности они видят в разрушении традиционного типа русского общества, основанного на строгой религиозности и социальной справедливости.
Данная позиция может быть определена так же как «последовательный традиционализм». В отличие от «белых» или «красных» патриотов, вынужденных мириться с явными свидетельствами тоталитарно-репрессивного характера имперской или коммунистической государственности, а то и вовсе замалчивать эти факты, «последовательный традиционализм» не допускает подобных компромиссов. Как раз в жесткой критике и признании очевидных отступлений от традиционного пути развития русского общества ему видится единственная возможность остановить окончательную деградацию и народа, и государственности.
Наиболее четко критика российской истории с точки зрения «последовательного традиционализма» представлена в статье Бориса Керженцева (Тарасова) «Как стать народом», (хотя и без упоминания самого термина «последовательный традиционализм»).

## Живопись
Тема возрождения самобытной Русской цивилизации и обращение к глубинным, архаичным пластам народной культуры являются основными и для художественного творчества Бориса Керженцева. Художник ищет способы гармоничного взаимодействия между незыблемой традицией и быстро меняющейся современностью. Его поиски проходят как в области технического исполнения работ, так и в области художественного замысла, нередко на стыке разных жанров и стилей. Примером может служить арт-проект «Древнее и Вечное», в котором заметна попытка соединить элементы фотореалистической техники и классического сюжета. Живопись Бориса Керженцева, по мнению критиков, «воплощая в себе традиции сразу нескольких реалистических направлений в изобразительном искусстве, имеет отчетливо выраженные индивидуальные черты». Б. Керженцев — член московского отделения художников Международного Художественного Фонда.

## Книги и статьи
- Тарасов Б. Ю. Россия крепостная. История народного рабства. — М.: Вече, 2011. — ISBN 978-5-9533-5355-7
- Керженцев Борис. Окаянное время. Россия в XVII—XVIII вв. — М.: Вече, 2013. — ISBN 978-5-4444-0154-5
- Керженцев Борис. Крепостное право в России: как это было. История. Факты. Свидетельства современников. СПб.: Нестор-История, 2023. — ISBN 978-5-4469-2126-3
- «ДУХОВНАЯ АЛЬТЕРНАТИВА»
- «КАК СТАТЬ НАРОДОМ»
- «ЗОЛОТОЙ» ВЕК НАРОДНОГО РАБСТВА